# Schaufelfadenfisch
Der Schaufelfadenfisch (Trichopodus pectoralis), ein Labyrinthfisch und zugleich der größte rezente „Östliche Fadenfisch“, ist in Südostasien und weit darüber hinaus verbreitet.

## Merkmale
Aus der Natur wird von Exemplaren mit über 20 Zentimeter Gesamtlänge berichtet. Damit ist der Schaufelfadenfisch nicht nur der größte Fadenfisch, sondern, nach den Riesenguramis und dem Küssenden Gurami, auch der drittgrößte Labyrinthfisch in Asien überhaupt. Sein Erscheinungsbild ähnelt dem eines besonders großen, etwas gestreckten und weniger farbigen Gepunkteten Fadenfischs. Auf einer olivgrünen Körperfarbe sind zehn bis 14 dunkelolivgrüne relativ breite und unregelmäßige Vertikalbänder, entweder durchgehend, x-, y- oder auch h-förmig, hintereinander angeordnet. Von der Schnauzenspitze bis zum Ansatz der Schwanzflosse verläuft ein dunkelbraunes Band, das meist nur als unterbrochener dunkler Fleck in den Vertikalbändern sichtbar ist. Bei Jungfischen, in Schreckfärbung und während der Balz ist dieses Band vollständig sichtbar, während des Laichakts verschwindet es ganz. Die Intensität der Grundfärbung der Bänderzeichnungen ist stimmungs- und situationsabhängig. Wegen der kleinen aber prägnanten Schuppen in verschiedenen glänzenden Olivtönen heißt der Schaufelfadenfisch im Englischen „Snakeskin Gourami“ (= Schlangenhaut-Gurami). Alle Flossen sind transparent, aber ebenfalls grünlich. Die namengebenden Brustflossen sind schmaler und länger als bei allen anderen östlichen Fadenfischen. Entlang der gerundeten Afterflosse zieht sich ein beigefarbener, manchmal gold schimmernder breiter Saum. Die Rückenflosse der Weibchen ist kurz und gerundet, die der Männchen leicht spitz und bis in die Mitte der Schwanzflosse ragend.
Flossenformel: Dorsale VII/10-11, Anale IX-XI/36-38.

## Ökologie
Charles Tate Regan beschrieb den Schaufelfadenfisch von der Malaiischen Halbinsel, aus Thailand und Singapur. Über das ursprüngliche Verbreitungsgebiet kann nur spekuliert werden. Schaufelfadenfische wurden aufgrund ihrer Beliebtheit als Speisefisch über ganz Thailand, Indonesien und die Malaiische Halbinsel verbreitet. Als Neozoon besiedelt die Art inzwischen auch die meisten großen und kleinen Sundainseln, Teile von Indien, Myanmar, Sri Lanka und die Karibikinsel Hispaniola. Schaufelfadenfische werden vorwiegend in langsam fließenden und stehenden Gewässern, in sauerstoffarmen Teichen, auf Kulturflächen (überschwemmten Reisfeldern) und in Bewässerungssystemen gefunden. In wenigen Berichten über Fundorte wird meist auf die hohen Wassertemperaturen (> 30 °C) hingewiesen. Auch dieser Labyrinthfisch wurde bereits bei kurzen Landwanderungen vom einen zum anderen Gewässer beobachtet. Neben Weichtieren, Insekten, Insektenlarven und Anflugnahrung ernähren sich Schaufelfadenfische zu einem beträchtlichen Teil von Algen und höheren Pflanzen.

## Fortpflanzung
Männliche Schaufelfadenfische errichten zwischen Pflanzen, unter den Blättern von Schwimmpflanzen oder unter großflächigen Pflanzenblättern, die unter dem Wasserspiegel liegen, ein im Verhältnis zu ihrer Körpergröße sehr kleines Schaumnest, in das sie Pflanzenteile einbauen. Mit einem nach intensiver Balz angelockten Weibchen wird direkt unter dem Nest gelaicht. Nicht alle der bis zu 5.000 sehr kleinen Eier, die leichter als Wasser sind, treiben in das Nest. Sie werden aber vom Männchen nicht eingesammelt. Dessen Brutpflege besteht lediglich aus der Vertreibung des Weibchens nach der Laichphase und einer intensiven Verteidigung des Nestbereichs, bis die Larven frei schwimmen. Die sehr kleinen Larven schlüpfen nach ein- bis eineinhalb Tagen. Nachdem ihr Dottervorrat verbraucht ist, verlassen sie das Nest am dritten oder vierten Tag.

## Bedeutung für den Menschen
Schaufelfadenfische sind aufgrund ihrer Größe und ihres wohlschmeckenden Fleisches ein wichtiger Eiweißlieferant für die menschliche Ernährung. Da sie sich leicht vermehren und relativ schnellwüchsig sind, wurden sie in weiten Teilen Südasiens und praktisch in gesamt Südostasien eingebürgert. Schaufelfadenfische werden mit Netzen gefangen und lebend oder frischtot angeboten. Einige zu Thailand und Indonesien gehörende Inseln exportieren  filetiertes Fleisch auf das Festland. 1896 erfolgte die Ersteinfuhr nach Europa durch den Tierhändler J. F. G. Umlauf, Hamburg. In Europa werden Schaufelfadenfische nur selten im Handel angeboten und in Aquarien gepflegt. Wenige Spezialisten befassen sich mit ihrer Zucht und versuchen Fundortvarianten rein zu erhalten. Dagegen ist die Art in den USA und Kanada ein sehr beliebter Aquarienfisch, der dort zum Standardangebot gehört und in Florida in Zuchtteichen vermehrt wird.

## Systematik
1910 beschrieb Regan den Schaufelfadenfisch als Trichopodus pectoralis. Ein Holotypus fehlt; zwei Lectotypen befinden sich unter den Katalognummern 232 und 233 im Britischen Museum für Naturgeschichte in London. Es existieren zwei Synonyme: Osphromenus cantoris und Trichogaster pectoralis.
Der Gattungsname deutet auf die fadenartigen Bauchflossen hin („Thrix“ = „Haar“, „Pous“ = „Fuß bzw. Flosse“). Der adjektivistische Artname hebt die für den Erstbeschreiber wichtige  Körpereigenschaft hervor, die großen Bauchflossen (= Pectoralen). Gemeinsam mit dem Mosaikfadenfisch (Trichopodus leerii), dem Mondscheinfadenfisch (Trichopodus microlepis) und dem Gepunkteten Fadenfisch (Trichopodus trichopterus) bildet der Schaufelfadenfisch die Gruppe der „Östlichen Fadenfische“.